# Mash (інтернет-видання)
Mash — російський новинний інтернет-проект. Заснований 6 квітня 2017 року Микитою Могутіним. Позиціонує себе як Telegram-канал, але має сторінки в інших соціальних мережах.

## Історія
Ідея проекту Mash належить колишньому заступникові головного редактора Life Микиті Могутіну, з якою він звернувся до генерального директора холдингу News Media Арама Габрелянова. Назву для проекту Могутин знайшов у словнику англійської мови.
Канали і сторінки Mash є в Telegram, «ВКонтакте», Facebook, Instagram, Twitter, YouTube. У штаті працюють 27 осіб. Активне зростання популярності Mash сталося в період з серпня по вересень 2017 року. У грудні 2017 року у Mash на каналі Telegram було 115 тисяч передплатників. У тому ж місяці проект вийшов на самоокупність. У перші місяці на Mash активно посилалися в Life, з вересня 2017 року матеріалами проекту активно користуються інші ЗМІ. Mash є основним офіційним постачальником контенту для всіх ЗМІ, включаючи федеральні.
Telegram-канал Mash займає перше місце з цитованості в російських ЗМІ за підсумками 2019 року і 2020 рр в рейтингу Telegram-каналів, представленому компанією «Медіалогія».
7 грудня 2019 року на Церемонії вручення призів в галузі вебіндустрії в номінації «Інформаційний telegram-канал року» переміг Телеграм-канал Mash.
У лютому 2021 року докфільм «Люди і звірі» номінований на російську премію в галузі Вебіндустрії як «Кращий документальний онлайн проект року». Digital-проект «Карта коронавіруса Mash» також увійшов у список номінантів премії в галузі Вебіндустрії [Архівовано 6 лютого 2021 у Wayback Machine.].

## Власники і керівництво
Головним редактором Mash з 2017 по 2018 рік був Микита Могутін. З жовтня 2018 головним редактором є Максим Іксанов.
У квітні 2018 року Арам Габрелянов продав свою частку в Mash Микиті Могутіну. Могутіну належали 51 % ТОВ «Меш», але ця частка перебувала в заставі у Габрелянова за договором позики від липня 2018 року. У вересні 2018 року Микита Могутін продав свою частку і покинув проект. Телеграм-канал Mash входить до складу медіа-холдингу News Media.

## Критика
Про каналі негативно відгукнулася сім'я актриси Анастасії Заворотнюк: в заяві 11 жовтня 2019 року вони звинуватили канал Mash і ще кілька видань у публікації «огидної брехні».
1 лютого 2021 року заступник головного редактора Mash Сергій Тітов заявив про відхід з видання після репортажу про «палац Путіна» та інтерв'ю з Ротенбергом. За його словами, рішення про вихід цих роликів приймали «люди в костюмах», а не співробітники Mash. Він порівняв те, що відбувається з цензурою в СРСР.